# Meathole
A Meathole Venetian Snares kanadai IDM/Breakcore művész 2005-ös lemeze.

## Számok
1. Aanguish  – 4:42
2. Choprite  – 5:39
3. Contain (featuring SKM-ETR)  – 6:23
4. Aamelotasis  – 5:49
5. Des Plaines  – 7:12
6. Sinthasomphone  – 8:40
7. Aaperture  – 6:17
8. Szycag  – 9:52

## Külső hivatkozások
- Venetian Snares.com – Official Venetian Snares website
- VSnares.com – Venetian Snares fansite
- Planet Mu – Label on which Meathole was released